# 科朱姆堡
科朱姆堡是位于印度果阿邦河岛上的一座堡垒，該堡壘建於葡屬印度時期，是一座軍事防御設施。它比果阿的其他堡垒要小。它是現今果阿當地一个受保护的古迹。